# ضحی الاسلام
ضحی الاسلام یا پرتو اسلام؛ نام کتابی است اثر احمد امین مصری.

## نویسنده
احمد امین، (۱۸۸۶–۱۹۵۴) مورخ و نویسنده مصری است. وی سلسله کتابهایی در مورد تاریخ تمدن اسلامی به نگارش درآورد وی دانش‌آموخته دانشگاه الازهر است و پس از اتمام تحصیل به تدریس ادبیات عربی در دانشگاه قاهره پرداخت و در همان‌جا به عنوان ریاست دانشکده هنر منصوب شد و تا سال ۱۹۴۶ عهده‌دار این سمت بود. برخی بر تعصب نویسنده، نقدهایی وارد کرده‌اند.

## معرفی کتاب
مرتضی مطهری دربارهٔ این کتاب معتقد است که کتاب ضحی الاسلام از جمله مهمترین کتاب‌های اجتماعی قرن اخیر بوده‌است. این کتاب به ضد شیعی بودن شهره است و در آن به تشیع، هجمه وارد شده. با این حال مؤلف آن به عدم آگاهی از مذهب تشیع متهم است. نجم الدین طبسی نیز در نقد کتاب ضحی الاسلام، گفتگویی داشته و به ملاقات احمد امین با کاشف الغطا اشاره دارد. در این دیدار پس از گفتگویی مفصل، نویسنده کتاب از برخی موارد نسبت به تشیع آگاه شده و به کاشف الغطاء قول می‌دهد که پس از مراجعت به مصر، کتابی را در رد اشتباهات گشته خود، بنگارد. وی پس از مراجعت به مصر، کتاب ضحی الاسلام را نوشت که به معنای پرتو اسلام بود. وقتی نسخه کتاب به دست کاشف الغطا رسید، گفت: بگویید ضحی الاسلام؛ یعنی اسلام قربانی شد.

## ترجمه
عباس خلیلی تهرانی، این اثر را با نام پرتو اسلام ترجمه و به چاپ رسانده‌است.